# Mönchbátaryn Bundmá
Mönchbátaryn Bundmá nebo Bundmá Mönchbátarová (* 4. září 1985) je mongolská zápasnice – sambistka a judistka.

## Sportovní kariéra
Pochází z ajmagu Övörchangaj z chalchské kočovné rodiny. Většinu své sportovní kariéry se připravoval v policejním sportovním centru Chüč. V mongolské judistické reprezentaci se prosazovala v pololehké váze do 52 od roku 2005. Je dvojnásobnou mistryní světa v zápasu sambo z let 2005 a 2007. Zápasení v sambo se po roce 2007 aktivně nevěnovala. V roce 2008 se kvalifikovala na letní olympijské hry v Pekingu, kde prohrála v úvodním kole se Španělkou Anou Carrascosaovou. V období od roku 2009 patřila mezi přední světové pololehké váhy a v roce 2012 startovala na olympijských hrách v Londýně jako jedna z favoritek na olympijskou medaili. Do Londýna však nevyladila optimálně formu a prohrála ve druhém kole s Kubánkou Yanet Bermoyovou. Od roku 2013 měla časté problémy se shazováním váhy a v roce 2016 se na olympijské hry v Riu nekvalifikovala. Od roku 2017 startuje v lehké váze do 57 kg.

### Vítězství na turnajích
- 2009 - 1x světový pohár (Ulánbátar, Suwon)
- 2011 - 1x světový pohár (Paříž, Moskva, Ulánbátar, Čching-tao)
- 2013 - 1x světový pohár (Čedžu)

## Výsledky

### Judo
| Turnaj            | 2002           | 2003           | 2004           | 2005           | 2006           | 2007           | 2008           | 2009           | 2010           | 2011           | 2012           | 2013           | 2014           | 2015           | 2016           | 2017 |
| Turnaj            | 17             | 18             | 19             | 20             | 21             | 22             | 23             | 24             | 25             | 26             | 27             | 28             | 29             | 30             | 31             | 32   |
| Turnaj            | pololehká váha | pololehká váha | pololehká váha | pololehká váha | pololehká váha | pololehká váha | pololehká váha | pololehká váha | pololehká váha | pololehká váha | pololehká váha | pololehká váha | pololehká váha | pololehká váha | pololehká váha |      |
| ----------------- | -------------- | -------------- | -------------- | -------------- | -------------- | -------------- | -------------- | -------------- | -------------- | -------------- | -------------- | -------------- | -------------- | -------------- | -------------- | ---- |
| Olympijské hry    |                |                | —              |                |                |                | úč.            |                |                |                | úč.            |                |                |                | —              |      |
| Mistrovství světa |                | —              |                | 7.             |                | úč.            |                | 7.             | 3.             | úč.            |                | úč.            | úč.            | úč.            |                | —    |
| Asijské hry       | úč.            |                |                |                | 2.             |                |                |                | 2.             |                |                |                | —              |                |                |      |
| Mistrovství Asie  |                | —              | —              | 3.             |                | 5.             | 2.             | 2.             |                | 2.             | 2.             | —              |                | 2.             | 3.             | úč.  |
| Univerziáda       |                | —              |                |                |                | 1.             |                | úč.            |                | —              |                | —              |                |                |                |      |
| Akademické MS     | —              |                | —              |                | —              |                |                |                |                |                |                |                |                |                |                |      |

### Sambo
| Turnaj            | 2004 | 2005 | 2006 | 2007 |
| Turnaj            | 19   | 20   | 21   | 22   |
| Turnaj            | -52  | -52  | -52  | -52  |
| ----------------- | ---- | ---- | ---- | ---- |
| Mistrovství světa | 3.   | 1.   | 3.   | 1.   |